# Białorusini
Białorusini (biał. беларусы, biełarusy, ros. белорусы, biełorusy) – naród wschodniosłowiański zamieszkujący głównie tereny dzisiejszej Białorusi oraz inne kraje byłego Związku Radzieckiego, przede wszystkim Rosję, Ukrainę, Kazachstan, Łotwę i Litwę. Znaczne diaspory znajdują się również w USA, Izraelu, Kanadzie, Brazylii i Polsce.

## Rys historyczny
Białorusini, podobnie jak Rosjanie i Ukraińcy, należą do grupy narodów wschodniosłowiańskich. Plemiona wschodniosłowiańskie od VI wieku rozprzestrzeniały się na wielkim obszarze Europy Wschodniej. Od VI do X wieku w basenie Dźwiny, górnego Dniepru i Wołgi osiedlało się plemię Krywiczów, które podzieliło się później na dwie grupy: zachodnią i wschodnią. Obszary na północ od rzeki Prypeć były zaś obszarem zamieszkania Dregowiczów. Należy jednak pamiętać, że jeszcze w X wieku nie można mówić o znacznych różnicach pomiędzy poszczególnymi plemionami wschodniosłowiańskimi, również jeśli chodzi o język, jakiego używały. Różnicowaniu narodowościowemu sprzyjał rozwój zależności feudalnych i podział Rusi Kijowskiej na poszczególne księstwa.

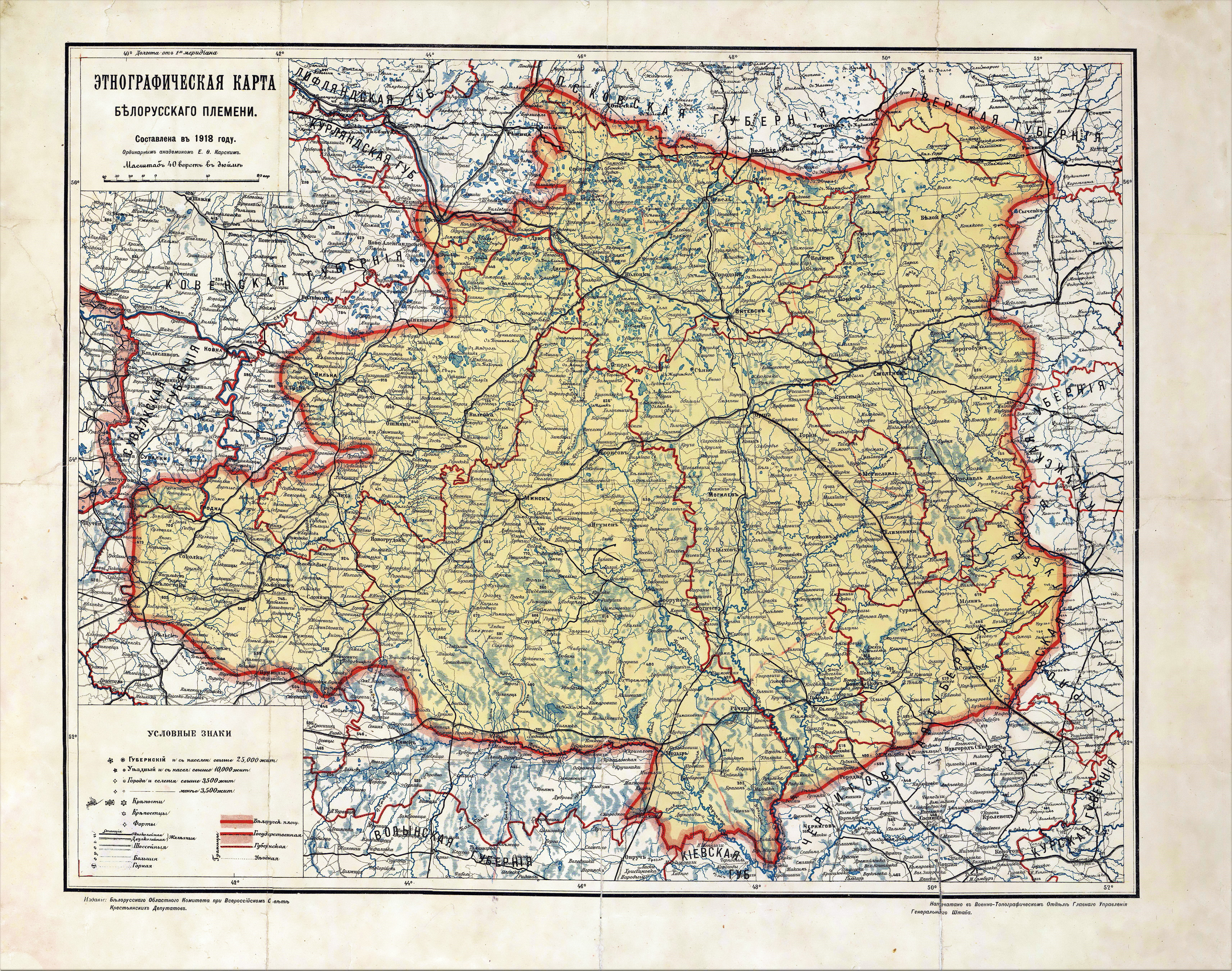
Zasięg plemienia Białorusinów, wydanie 1918 roku

W XIII wieku ziemie zamieszkane przez przodków dzisiejszych Białorusinów, nazywane od XIV wieku Rusią Białą, stały się celem ekspansji Wielkiego Księstwa Litewskiego. Inne obszary osadnictwa Słowian wschodnich dostały się pod panowanie takich państw jak Królestwo Polskie (Ruś Czerwona) czy Węgry (Ruś Zakarpacka). W nowych warunkach politycznych wzmógł się proces różnicowania języków i narodowości wschodniosłowiańskich.
Rozbiory Rzeczypospolitej Obojga Narodów spowodowały dostanie się przodków dzisiejszych Białorusinów pod panowanie Imperium Rosyjskiego. Poddawani byli oni represjom politycznym, a język ruski tracił na znaczeniu. Białoruski ruch narodowy, który doprowadził do wykształcenia współczesnego narodu białoruskiego powstał na przełomie XIX i XX wieku i związany był głównie z bliskimi Polsce kręgami katolickimi. W latach 1920–1930 na terenie Białoruskiej SRR, znajdującej się pod zwierzchnictwem sowieckim, prowadzona była agresywna rusyfikacja, a wielu wybitnych przedstawicieli narodu białoruskiego zostało zamordowanych lub zesłanych w głąb ZSRR. Na terenie wschodnich ziem odrodzonej Polski po 1918 roku mogły działać narodowe organizacje białoruskie, większość Białorusinów jednak pozostawała słabo uświadomioną narodowościowo i niewykształconą ludnością rolniczą, płaszczyznę swej tożsamości budującą raczej na wyznawanej religii prawosławnej.
Duże straty przyniosła narodowi białoruskiemu II wojna światowa. Po jej zakończeniu wśród narodu białoruskiego utrwaliły się wpływy rosyjskie, również w używanym na co dzień języku. Po rozpadzie ZSRR na Białorusi na krótko doszło do prób odrodzenia narodowego, zatrzymanego przez wyborcze zwycięstwo prorosyjskiego Aleksandra Łukaszenki. Obecnie język rosyjski jest, obok języka białoruskiego, językiem urzędowym na Białorusi, ten ostatni zaś jest systematycznie eliminowany. Rządy Aleksandra Łukaszenki nie tylko zaniechały prób odwrócenia skutków wieloletniej rusyfikacji, ale wręcz zwalczają język białoruski, utożsamiając go z proniepodległościową opozycją. Język białoruski jest dziś używany głównie na wsi, stolica Białorusi jest miastem całkowicie rosyjskojęzycznym, władze praktycznie wyeliminowały białoruskie szkolnictwo i prasę.

## Rys historyczny w historiografii białoruskiej
Historycy białoruscy pochodzenie swojego narodu wywodzą od dawnych słowiańskich plemion: Krywiczów, Dregowiczów i Radymiczów, a dawne księstwa Połockie, Smoleńskie, Turowskie uważane są w historiografii białoruskiej za pierwsze białoruskie organizmy państwowe.
Białorusini historię Wielkiego Księstwa Litewskiego uważają za znaczącą część swojej historii, za argument podając iż ludy ruskie stanowiły większość mieszkańców księstwa, język ruski (od XIX wieku określany także jako język starobiałoruski, język staroukraiński oraz język zachodnioruski), był w nim językiem urzędowym, ale zanikł już w XVII w. Okres XV–XVII w. na Białorusi uważany jest za złoty okres białoruskiej kultury.

## Liczebność
| Narodowość  | Spis 1959  | Spis 1959 | Spis 1970  | Spis 1970 | Spis 1979  | Spis 1979 | Spis 1989  | Spis 1989 | Spis 1999  | Spis 1999 | Spis 2009  | Spis 2009 | Spis 2019  | Spis 2019 |
| Narodowość  | liczebność | %         | liczebność | %         | liczebność | %         | liczebność | %         | liczebność | %         | liczebność | %         | liczebność | %         |
| ----------- | ---------- | --------- | ---------- | --------- | ---------- | --------- | ---------- | --------- | ---------- | --------- | ---------- | --------- | ---------- | --------- |
| Białorusini | 6 532 035  | 81,09%    | 7 289 610  | 80,97%    | 7 567 955  | 79,39%    | 7 904 623  | 77,86%    | 8 159 073  | 81,22%    | 7 957 252  | 83,73%    | 7 990 719  | 84,89%    |
| Rosjanie    | 660 159    | 8,19%     | 938 161    | 10,42%    | 1 134 117  | 11,90%    | 1 342 099  | 13,22%    | 1 141 731  | 11,37%    | 785 084    | 8,26%     | 706 992    | 8,85%     |
| Polacy      | 538 881    | 6,69%     | 382 600    | 4,25%     | 403 169    | 4,23%     | 417 720    | 4,11%     | 395 712    | 3,94%     | 294 549    | 3,10%     | 287 693    | 3,27%     |
| Ukraińcy    | 133 061    | 1,65%     | 190 839    | 2,12%     | 230 985    | 2,42%     | 291 008    | 2,87%     | 237 014    | 2,36%     | 158 723    | 1,67%     | 159 656    | 5,9%      |
| Żydzi       | 150 084    | 1,86%     | 148 011    | 1,64%     | 135 450    | 1,42%     | 111 977    | 1,10%     | 27 798     | 0,28%     | 12 926     | 0,14%     | 13 705     | 0,15%     |

Udział Białorusinów w strukturze narodowościowej Republiki Białorusi w czasach socjalizmu miał tendencję do zmniejszania się (inne rdzenne narodowości jak Polacy i Żydzi miały tę samą tendencję) mimo wzrastania liczebności ogólnej, jednocześnie wzrastała liczebność oraz udział Rosjan i Ukraińców. W okresie niepodległości miał miejsce wzrost udziału Białorusinów do wartości niespotykanych w całej historii powojennej – ok. 84% – jednocześnie udział Polaków, Rosjan, Ukraińców oraz Żydów uległ zmniejszeniu. Znaczące grupy Białorusinów mieszkają także w Rosji (1 206 tys. w 1989, 808 tys. w 2002, 521 tys. w 2010), na Ukrainie (440 tys. w 1989, 276 tys. w 2001), w Kazachstanie (183 tys. w 1989, 110 tys. w 1999, 58 tys. w 2016), na Łotwie (120 tys. w 1989, 97 tys. w 2000, 68 tys., 2011), w Polsce (49 tys., 2002), na Litwie (63 tys. w 1989, 43 w 2001, 36 tys. w 2011), w Uzbekistanie (29 tys. w 1989, 20 tys. w 2000), Estonii (28 tys. w 1989, 17 tys. w 2000, 16 tys. w 2010).
Od 60% do 70% Białorusinów deklaruje się jako wyznawcy prawosławia, 14% stanowią łacińscy katolicy.

## Mniejszość białoruska w Polsce
Białorusini są jedną z ustawowo uznanych mniejszości narodowych w Polsce.